# 2024年遊戲大獎
2024年遊戲大獎（英語：The Game Awards 2024）是一場表彰當年度最佳電子遊戲的頒獎典禮。這是遊戲大獎創始人兼製作人傑夫·吉斯利主持的第11屆頒獎典禮，於2024年12月12日在美國加州洛杉矶的孔雀劇院現場舉行，並通過全球各大在線平台進行直播。典禮包括d4vd、Royal & the Serpent、史努比狗狗和二十一名飞行员的音樂表演，以及哈里森·福特、小島秀夫和亚伦·保尔等名人嘉賓的頒獎演說。
《宇宙機器人》和《Final Fantasy VII 重生》各獲七項提名並列最多，其中《宇宙機器人》以四項大獎領跑，包括年度遊戲獎。首屆“遊戲改變者”獎授予阿米爾·薩特瓦特（Amir Satvat），以表彰他在大規模裁員潮中幫助業界員工找到工作。活動期間宣布了多款新遊戲，包括《艾爾登法環 黑夜君臨》、《星際：異端先知》和《巫师4》。
該活動的直播總觀看量超過1.54億次，創下歷史新高。媒體對遊戲發布、開發者演講以及獲獎者的實至名歸給予高度評價，但對可下載內容（DLC）的參選資格則存在分歧。

## 背景
正如前幾屆遊戲大獎一樣，2024年的頒獎典禮由加拿大遊戲記者傑夫·吉斯利主持並製作。他擔任執行製片人，與吉米·金（Kimmie Kim）共同製作。理查德·普魯斯（Richard Preuss）再次擔任導演，萊羅伊·班尼特（LeRoy Bennett）擔任創意總監兼製作設計師，邁克爾·E·彼得（Michael E. Peter）加入擔任聯合執行製片人。此次頒獎典禮於2024年12月12日在洛杉磯的孔雀劇院舉行，並通過Facebook、Instagram、Steam、TikTok、Twitch、X和YouTube等30多個在線平台進行直播。另外，YouTube還提供美國手語翻譯和口述影像的替代直播選項。
本年度的舞台採用了比往屆更多的LED顯示屏，這是班尼特為了改變每年頒獎典禮外觀的有意設計。賽德尼·古德曼（Sydnee Goodman）再次主持了名為「Opening Act」的30分鐘預演節目。公眾票於11月1日開放購買。此外，未來之星（Future Class）組織者艾米莉·布沙克（Emily Bouchac）表示，2024年將不再新增未來之星成員名單，而是專注於發掘並重視現有成員的價值。

### 展示
在遊戲大獎正式開始前的幾場直播活動進行了多項展示，包括12月10日的Wholesome Games和拉丁美洲遊戲展示會（Latin American Games Showcase），以及12月11日的Day of the Devs和女性主導遊戲展示會（Women-Led Games Showcase）。
與往屆相比，本屆遊戲大獎期間的影視相關展示較少，重點幾乎完全放在遊戲上。雖有播放一段《魷魚遊戲2》的預告片，但更像是為遊戲《魷魚遊戲：殺出重圍》進行宣傳的附帶內容。頒獎典禮上還對已發布和即將推出的遊戲進行了多項展示，包括：
- 《無主之地4（英语：Borderlands 4）》
- 《赤血沙漠（英语：Crimson Desert）》
- 《狼穴》（Den of Wolves）
- 《雙截龍再臨》
- 《地下城与勇士：阿拉德》（Dungeon & Fighter: Arad）
- 《消逝的光芒：困獸》
- 《Final Fantasy VII 重生》
- 《第一狂戰士：卡贊》
- 《权游戏：國王大道》
- 《绝地潜兵2》
- 《崩坏：星穹铁道》
- 《惡靈獵殺：緊要關頭（英语：Hunt: Showdown）》
- 《無限暖暖》
- 《黑手党：故乡（英语：Mafia: The Old Country）》
- 《魔物獵人Now（英语：Monster Hunter Now）》
- 《幻獸帕魯》
- 《杀戮尖塔2》
- 《我獨自升級:ARISE》
- 《魷魚遊戲：殺出重圍》
- 《Splitgate 2（英语：Splitgate）》
- 《鐵拳8》
- 《最後生還者 第II章》重製版
- 《天外世界2》
- 《絕區零》

首次亮相遊戲展示包括：
- 《嚴霜：漫漫長夜2》（Blackforest: The Long Dark 2）
- 《Catly》
- 《Dispatch》
- 《艾爾登法環 黑夜君臨》
- 《星際：異端先知》
- 《像素奇境》（Kyora）
- 《忍者外傳：憤怒邊界》
- 《大神》續作
- 《One Move Away》
- 《鬼武者 Way of The Sword》
- 《Project Century》
- 《PROJECT：ROBOT》
- 《Rematch》
- 《闇鬥迷宮（英语：Shadow Labyrinth）》
- 《Solasta 2》
- 《Sonic Racing: CrossWorlds》
- 《幻裂奇境》
- 《怪鎮奇旅》（Stage Fright）
- 《鋼鐵獵手》
- 《Thick as Thieves》
- 《恐龍獵人：起源》（Turok: Origins）
- 《VR快打》系列新作
- 《巫師4》

## 獲獎與提名
2024年遊戲大獎的29項提名於11月18日公布。參選作品必須在2024年11月22日或之前向大眾發布，才有資格參加評選，包括DLC、擴展內容、重製版、修復版以及季節性內容。提名名單由超過130家全球媒體機構的評審團編制，投票截止日為11月12日。最終得獎者由評審團（90%權重）和公眾投票（10%權重）共同決定；公眾投票於官方網站和Discord上進行，並於12月11日截止。唯一的例外是「玩家之聲」獎，完全由公眾提名和投票，投票於12月2日開始。特殊類別（如無障礙設計、改編以及電競類別）的提名由專門評審團決定。今年取消了「最佳電競教練」和「最佳電競活動」兩個獎項。公眾共投出了約1.12億票，較2023年增長25%。
與往年一樣，遊戲大獎與Studio 568以及藝術家Nighttimes和Spiral House合作，在《堡垒之夜》中設計了一個遊戲世界，並於11月25日上線，玩家可在12月11日之前於其世界為十個由吉斯利及其團隊選出的創意島嶼提名進行投票；獲勝者將於頒獎典禮中公布。該世界展示了一個吉斯利的寫實「MetaHuman」模型，該模型由3Lateral在曼徹斯特利用堡垒之夜虛幻編輯器掃描生成。多數評論認為該模型顯得怪異且不自然。吉斯利將此活動視為融合遊戲大獎和遊戲世界的「原型」。
2024年遊戲大獎的得獎者於12月12日頒獎典禮上公布。《宇宙機器人》成為索尼互動娛樂發行的第三款贏得年度遊戲獎的作品（繼《戰神》（2018）和《最後生還者 第II章》（2020）之後）；這也是索尼連續第九年入圍該類別，總計第十三次提名。它是繼2021年《雙人成行》後，第二款以「最佳家庭遊戲」提名贏得年度遊戲的作品。梅莉娜·尤爾根斯（Melina Juergens）成為首位兩度獲得最佳表演獎的演員，她於2017年因同一角色獲獎。本屆首次設立「遊戲改變者」獎，表彰對行業做出積極影響的人士。首屆獎項授予阿米爾·薩特瓦特（Amir Satvat），他在大規模裁員潮期間幫助約3,000名開發者找到工作。Faker連續第二次、總計第三次獲得最佳電競選手獎，《英雄聯盟》則第四次榮獲最佳電競遊戲，也是其開發商拳頭遊戲連續第六次獲此殊榮。

### 獎項
獲獎作品及獲獎者以粗體顯示。

#### 一般
| 年度遊戲 Game Of The Year | 最佳遊戲指導 Best Game Direction |
| --- | --- |

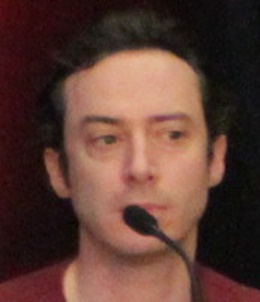
尼古拉斯·杜塞特（Nicolas Doucet）憑藉《宇宙機器人》獲得了遊戲大獎年度遊戲獎、最佳遊戲指導獎和最佳家庭遊戲獎

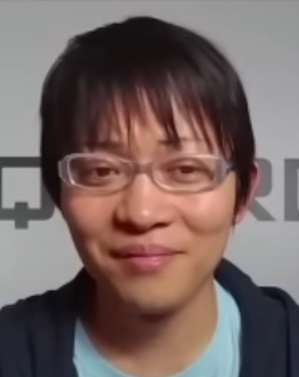
滨口直树憑藉《最終幻想VII 重生》獲得了最佳原聲/音樂配樂獎

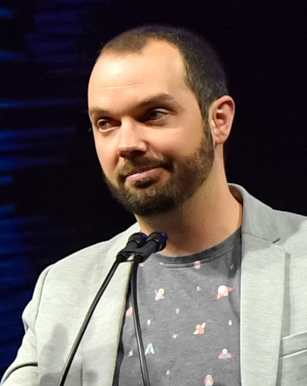
阿德里安·奎瓦斯（Adrián Cuevas）憑藉《涅瓦 (游戏)》獲得了最具影響力遊戲獎

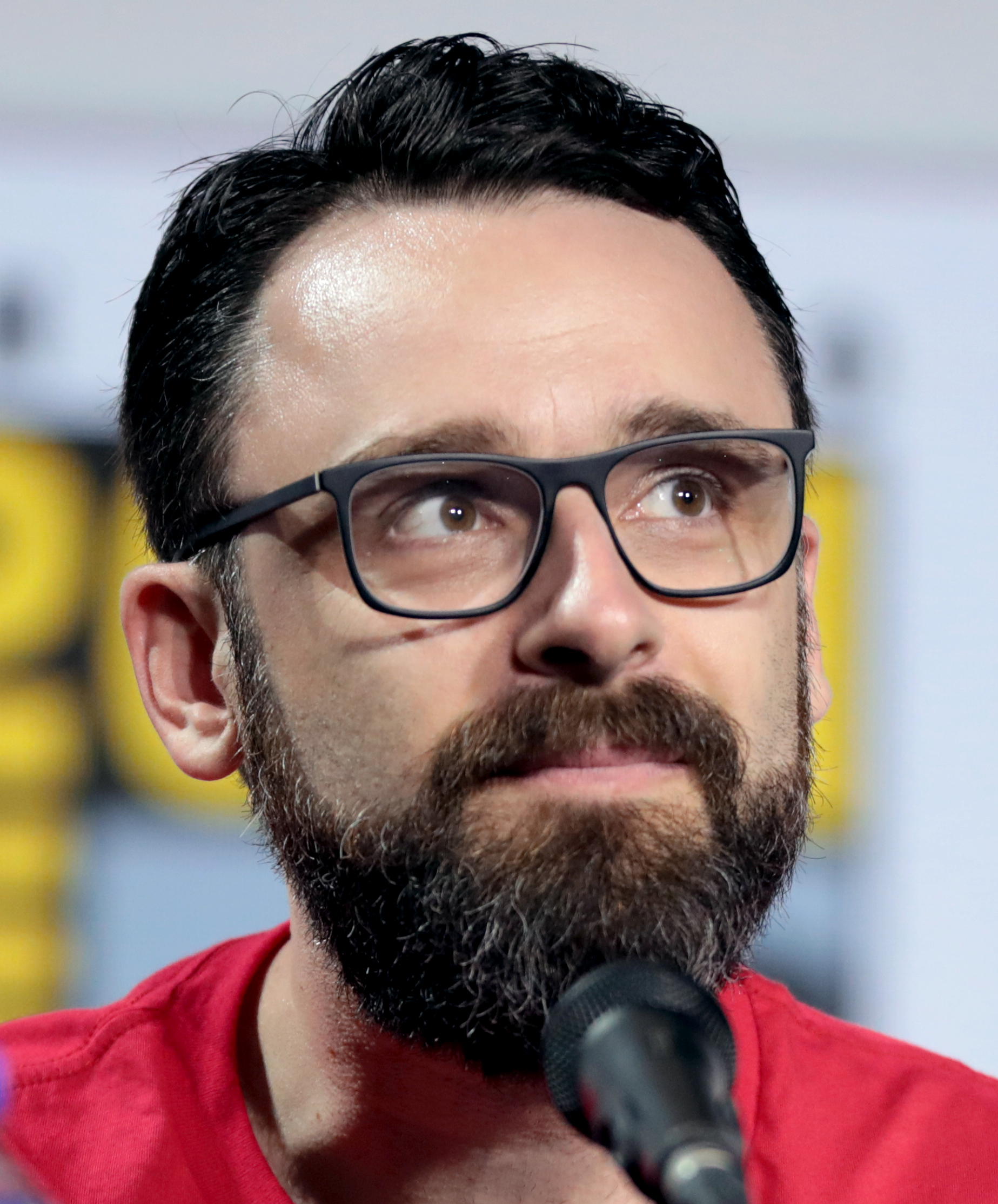
瑞恩·佩頓（Ryan Payton）憑藉《蝙蝠俠：阿卡漢之影》獲得了最佳虛擬實境/擴增實境遊戲獎

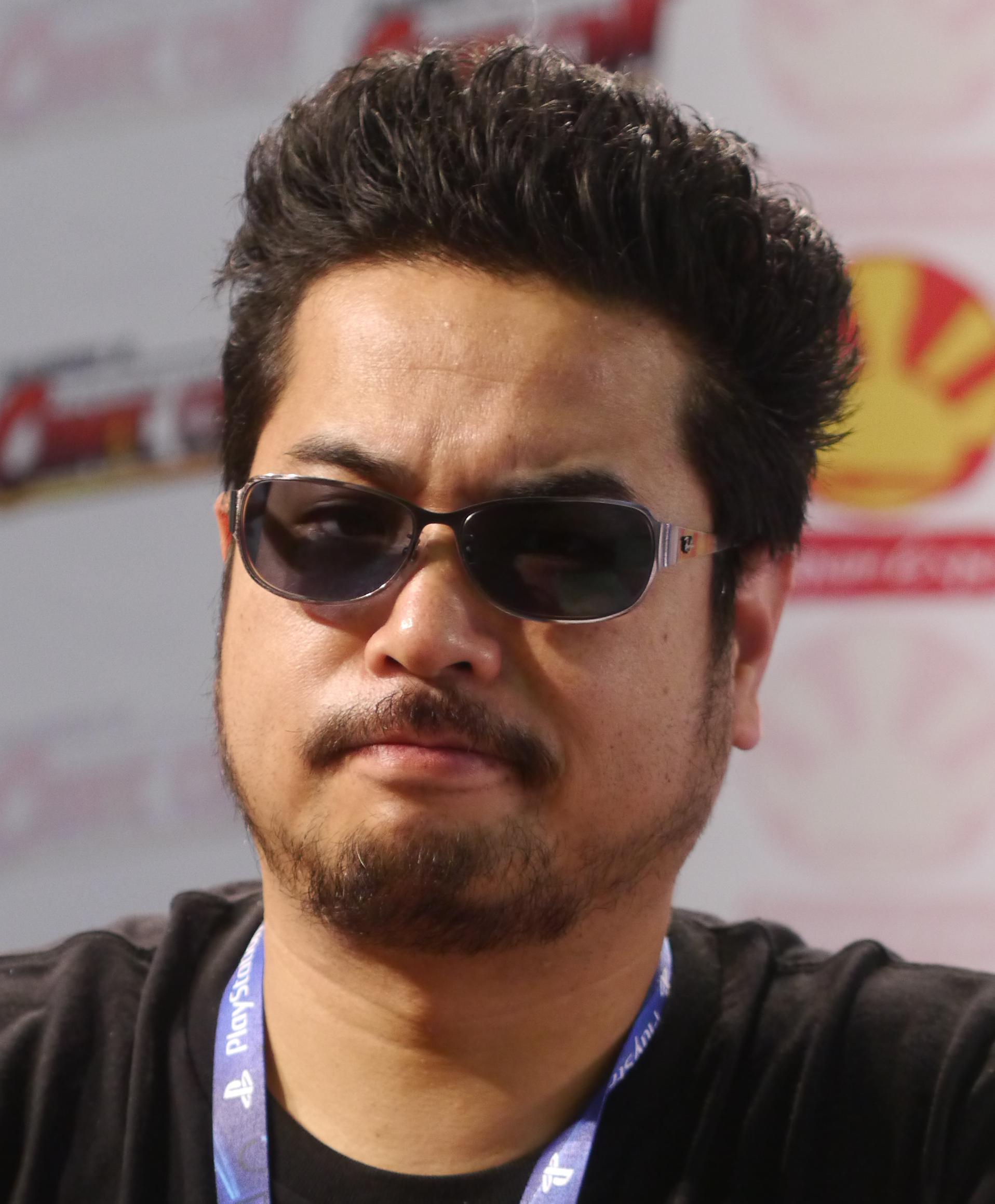
原田勝弘 憑藉《鐵拳8》獲得了最佳格鬥遊戲獎

| - 宇宙機器人－Team Asobi／索尼互動娛樂 - 小丑牌－LocalThunk／Playstack - 黑神話：悟空－遊戲科學 - 艾爾登法環 黃金樹幽影－FromSoftware／萬代南夢宮娛樂 - 最終幻想VII 重生－史克威爾艾尼克斯 - 暗喻幻想：ReFantazio－Studio Zero／世嘉                                                         | - 宇宙機器人－Team Asobi／索尼互動娛樂 - 小丑牌－LocalThunk／Playstack - 黑神話：悟空－遊戲科學 - 艾爾登法環 黃金樹幽影－FromSoftware／萬代南夢宮娛樂 - 最終幻想VII 重生－史克威爾艾尼克斯 - 暗喻幻想：ReFantazio－Studio Zero／世嘉 |
| 最佳敘事 Best Narrative | 最佳美術設計 Best Art Direction |
| - 暗喻幻想：ReFantazio－Studio Zero／世嘉 - 最終幻想VII 重生－史克威爾艾尼克斯 - 人中之龍8－人中之龍工作室／世嘉 - 地獄之刃2：賽奴雅的傳奇－忍者理論／Xbox遊戲工作室 - 寂静岭2 重制版－Bloober Team／科樂美                                                                                  | - 暗喻幻想：ReFantazio－Studio Zero／世嘉 - 宇宙機器人－Team Asobi／索尼互動娛樂 - 黑神話：悟空－遊戲科學 - 艾爾登法環 黃金樹幽影－FromSoftware／萬代南夢宮娛樂 - 涅瓦－Nomada Studio／Devolver Digital |
| 最佳原聲/音樂配樂 Best Score and Music | 最佳音效/聲效設計 Best Audio Design |
| - 最終幻想VII 重生－史克威爾艾尼克斯 - 宇宙機器人－Team Asobi／索尼互動娛樂 - 暗喻幻想：ReFantazio－Studio Zero／世嘉 - 寂静岭2 重制版－Bloober Team／科樂美 - 劍星－Shift Up／索尼互動娛樂                                                                                                  | - 地獄之刃2：賽奴雅的傳奇－忍者理論／Xbox遊戲工作室 - 宇宙機器人－Team Asobi／索尼互動娛樂 - 決勝時刻：黑色行動6－Treyarch／Raven Software／動視 - 最終幻想VII 重生－史克威爾艾尼克斯 - 寂静岭2 重制版－Bloober Team／科樂美 |
| 最佳演出 Best Performance | 最具影響力遊戲 Games for Impact |
| - 梅利娜·于尔根斯（Melina Juergens） 飾演 賽奴雅－地獄之刃2：賽奴雅的傳奇 - 布里安娜·懷特 飾演 爱丽丝·盖恩斯巴勒－最終幻想VII 重生 - 汉娜·特勒 飾演 麦克斯·考菲尔德－奇异人生：双重曝光 - 亨伯利·冈萨雷斯 飾演 Kay Vess－星際大戰：亡命之徒 - 盧克·羅伯斯 飾演 詹姆斯·桑德兰－寂静岭2 重制版 | - 涅瓦－Nomada Studio／Devolver Digital - 拉近距离（Closer the Distance）－Osmotic Studios／Skybound Games - 印蒂卡－Odd Meter／11 bit studios - 奇异人生：双重曝光－Deck Nine／史克威爾艾尼克斯 - 地獄之刃2：賽奴雅的傳奇－忍者理論／Xbox遊戲工作室 - 肯澤拉傳說：札烏－Surgent Studios／美商藝電 |
| 最佳獨立遊戲 Best Independent Game | 新晉獨立遊戲開發 Best Debut Indie |
| - 小丑牌－LocalThunk／Playstack - 動物井－Shared Memory／遊戲驢子 - 羅瑞萊與雷射眼－Simogo／安納布爾納互動 - 涅瓦－Nomada Studio／Devolver Digital - UFO 50－Mossmouth | - 小丑牌－LocalThunk／Playstack - 動物井－Shared Memory／遊戲驢子 - 莊園領主－Slavic Magic／Hooded Horse - 超自然车旅－Ironwood Studios／克卜勒互動 - 勇敢小騎士－All Possible Futures／Devolver Digital |
| 最佳持續經營遊戲 Best Ongoing Game | 最佳社群支援 Best Community Support |
| - 絕地戰兵2－Arrowhead Game Studios／索尼互動娛樂 - 天命2－Bungie - 暗黑破壞神IV：仇恨之船－暴雪娛樂 - 最終幻想XIV：黎明之路－史克威爾艾尼克斯 - 要塞英雄－Epic Games | - 博德之门3－拉瑞安工作室 - 最終幻想XIV：黎明之路－史克威爾艾尼克斯 - 要塞英雄－Epic Games - 絕地戰兵2－Arrowhead Game Studios／索尼互動娛樂 - 無人深空－Hello Games |
| 最佳手機遊戲 Best Mobile Game | 最佳虛擬實境/擴增實境遊戲 Best VR/AR Game |
| - 小丑牌－LocalThunk／Playstack - 劍與遠征：啟程－莉莉絲遊戲／Farlight - Pokémon Trading Card Game Pocket－Creatures／DeNA／寶可夢公司 - 鳴潮－庫洛遊戲 - 絕區零－米哈遊 | - 蝙蝠俠：阿卡漢之影－Camouflaj／Oculus Studios - 亞利桑那的陽光 重製版－Vertigo Games - 阿斯嘉之怒2－Sanzaru Games／Oculus Studios - 重金屬：地獄歌手 VR版－Lab42／The Outsiders／Funcom - 戰慄深隧 覺醒－Vertigo Games／Deep Silver |
| 最佳動作遊戲 （獎項分類包含動作射擊遊戲） Best Action Game | 最佳動作/冒險遊戲 Best Action／Adventure Game |
| - 黑神話：悟空－遊戲科學 - 決勝時刻：黑色行動6－Treyarch／Raven Software／動視 - 絕地戰兵2－Arrowhead Game Studios／索尼互動娛樂 - 劍星－Shift Up／索尼互動娛樂 - 戰鎚40K：星際戰士2－Saber Interactive／Focus Entertainment                                                                 | - 宇宙機器人－Team Asobi／索尼互動娛樂 - 薩爾達傳說 智慧的再現－任天堂企劃製作本部／Grezzo／任天堂 - 波斯王子：失落王冠－育碧蒙彼利埃／育碧 - 寂静岭2 重制版－Bloober Team／科樂美 - 星際大戰：亡命之徒－Ubisoft Massive／育碧 |
| 最佳角色扮演遊戲 Best Role-Playing Game | 最佳格鬥遊戲 Best Fighting Game |
| - 暗喻幻想：ReFantazio－Studio Zero／世嘉 - 龍族教義2－卡普空 - 艾爾登法環 黃金樹幽影－FromSoftware／萬代南夢宮娛樂 - 最終幻想VII 重生－史克威爾艾尼克斯 - 人中之龍8－人中之龍工作室／世嘉                                                                                                   | - 鐵拳8－萬代南夢宮工作室／ARIKA／萬代南夢宮娛樂 - 七龍珠 電光炸裂！ZERO－Spike Chunsoft／萬代南夢宮娛樂 - 碧藍幻想 Versus -RISING-－亞克系統／Cygames - Marvel vs. Capcom 格鬥合集：大型電玩經典－卡普空 - 多元宇宙大亂鬥－Player First Games／華納兄弟互動娛樂 |
| 最佳家庭遊戲 Best Family Game | 最佳模擬/策略遊戲 Best SIM／Strategy Game |
| - 宇宙機器人－Team Asobi／索尼互動娛樂 - 薩爾達傳說 智慧的再現－任天堂企劃製作本部／Grezzo／任天堂 - 勇敢小騎士－All Possible Futures／Devolver Digital - 碧姬公主 表演時刻！－Good-Feel／任天堂 - 超級瑪利歐派對 空前盛會－Nintendo Cube／任天堂                                            | - 冰汽時代2－11 bit studios - 神話世紀：重述－World's Edge、Forgotten Empires／Xbox遊戲工作室 - 國津神：女神之道－卡普空 - 莊園領主－Slavic Magic／Hooded Horse - 聖獸之王－香草社／世嘉 |
| 最佳體育/競速遊戲 Best Sports／Racing Game | 最佳多人遊戲 Best Multiplayer Game |
| - EA Sports FC 25－EA溫哥華／EA羅馬尼亞／EA Sports - F1 24－Codemasters／EA Sports - NBA 2K25－Visual Concepts／2K Games - TopSpin 2K25－Hangar 13／2K Games - WWE 2K24－Visual Concepts／2K Games                                                                                           | - 絕地戰兵2－Arrowhead Game Studios／索尼互動娛樂 - 決勝時刻：黑色行動6－Treyarch／Raven Software／動視 - 超級瑪利歐派對 空前盛會－Nintendo Cube／任天堂 - 鐵拳8－萬代南夢宮工作室／ARIKA／萬代南夢宮娛樂 - 戰鎚40K：星際戰士2－Saber Interactive／Focus Entertainment |
| 最佳輔助功能創新 Innovation In Accessibility | 最佳改編 (遊戲相關的動畫/劇集/電影改編) Best Adaptation |
| - 波斯王子：失落王冠－育碧蒙彼利埃／育碧 - 決勝時刻：黑色行動6－Treyarch／Raven Software／動視 - 暗黑破壞神IV：仇恨之船－暴雪娛樂 - 龙腾世纪：紗障守護者－BioWare／美商藝電 - 星際大戰：亡命之徒－Ubisoft Massive／育碧                                                                        | - 辐射（電視劇）－Kilter Films／貝塞斯達遊戲工作室／亞馬遜米高梅工作室；改編自貝塞斯達遊戲工作室的《辐射系列》 - 奧術（動畫影集）－Fortiche／拳頭遊戲／Netflix；改編自拳頭遊戲的《英雄聯盟》 - 納克魯斯（電視劇）－世嘉飒美控股／派拉蒙影業；改編自世嘉的《索尼克系列》 - 人中之龍～Beyond the Game～（電視劇）－世嘉／亞馬遜米高梅工作室；改編自世嘉的《人中之龍系列》 - 古墓奇兵：蘿拉·卡芙特傳奇（動畫影集）－晶體動力／傳奇影業／Netflix；改編自晶體動力的《古墓奇兵系列》 |
| 未來最期待遊戲 Most Anticipated Game | 玩家之聲 Player's Voice |
| - 俠盜獵車手VI－Rockstar Games - 死亡擱淺2：冥灘之上－小島工作室／索尼互動娛樂 - 羊蹄－Sucker Punch Productions／索尼互動娛樂 - 密特羅德 究極4 穿越未知－Retro工作室／任天堂 - 魔物獵人 荒野－卡普空                                                                                         | - 黑神話：悟空－遊戲科學 - 原神－米哈遊 - 艾爾登法環 黃金樹幽影－FromSoftware／萬代南夢宮娛樂 - 鳴潮－庫洛遊戲 - 絕區零－米哈遊 |

#### 電競與創作者
| 最佳電子競技遊戲 Best Esports Game                                                                                        | 最佳職業電競選手 Best Esports Athlete                                                                                   |
| --- | --- |

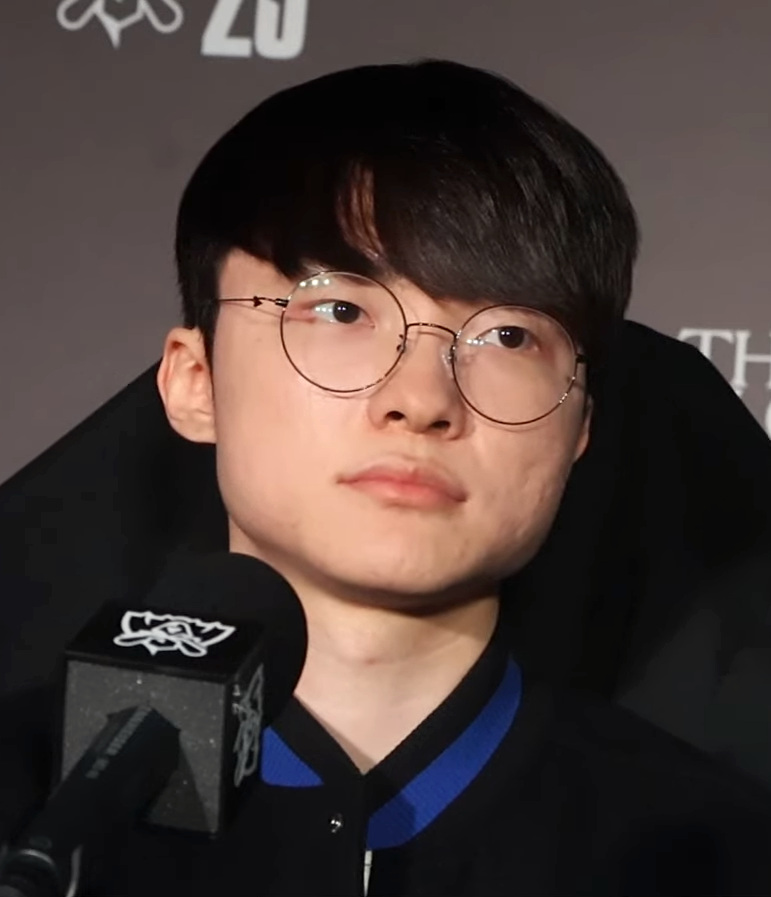
Faker連續第二年榮獲最佳職業電競選手獎，這是他第三次獲得該獎項

| - 英雄聯盟－拳頭遊戲 - 絕對武力2－維爾福 - Dota 2－維爾福 - 無盡對決－沐瞳科技 - 特戰英豪－拳頭遊戲                       | - Faker－李相赫 - 33－Neta Shapira - Aleksib－阿列克西·維羅萊寧 - Chovy－鄭智勳 - ZywOo－馬蒂厄·埃爾博 - ZmjjKK－郑永康 |
| 最佳電競戰隊 Best Esports Team                                                                                            | 年度網路內容創作者 Content Creator of the Year                                                                          |
| - T1（英雄聯盟） - BLG電子競技俱樂部（英雄聯盟） - Gen.G（英雄聯盟） - Natus Vincere（絕對武力2） - Team Liquid（Dota 2） | - CaseOh - IlloJuan - Techno Gamerz - Typical Gamer - 兔田佩克拉                                                        |
| 世界遊戲公民 Global Gaming Citizens                                                                                       | 遊戲改變者 Game Changer                                                                                                 |
| - 勞拉·卡特（Laura Carter, TreesPlease Games）                                                                            | - 阿米爾·薩特瓦特（Amir Satvat）                                                                                        |

### 多項提名和獲獎

#### 多項提名
《宇宙機器人》和《最終幻想VII 重生》以七項提名領跑本屆遊戲大獎，其次是獲得六項提名的《暗喻幻想：ReFantazio》。索尼互動娛樂以15項提名成為提名最多的發行商，其次是擁有11項提名的史克威尔艾尼克斯和擁有9項提名的世嘉。除遊戲發行商外，亞馬遜米高梅工作室和Netflix亦憑其電視劇在最佳改編獎中各獲兩項提名。

| 提名數 | 遊戲                        |
| ------ | --------------------------- |
| 7      | 《宇宙機器人》              |
| 7      | 《最終幻想VII 重生》        |
| 6      | 《暗喻幻想：ReFantazio》    |
| 5      | 《小丑牌》                  |
| 5      | 《黑神话：悟空》            |
| 5      | 《艾爾登法環 黃金樹幽影》   |
| 5      | 《寂静岭2 重制版》          |
| 4      | 《決勝時刻：黑色行動6》     |
| 4      | 《绝地潜兵2》               |
| 4      | 《地獄之刃2：賽奴雅的傳奇》 |
| 3      | 《涅瓦》                    |
| 3      | 《星球大战：亡命之徒》      |
| 2      | 《动物井》                  |
| 2      | 《暗黑破壞神IV：仇恨之船》  |
| 2      | 《最終幻想XIV：黎明之路》   |
| 2      | 《堡垒之夜》                |
| 2      | 《薩爾達傳說 智慧的再現》   |
| 2      | 《奇异人生：双重曝光》      |
| 2      | 《人中之龍8》               |
| 2      | 《莊園領主》                |
| 2      | 《勇敢小騎士》              |
| 2      | 《波斯王子: 失落的王冠》    |
| 2      | 《劍星》                    |
| 2      | 《超級瑪利歐派對 空前盛會》 |
| 2      | 《鐵拳8》                   |
| 2      | 《战锤40K：星际战士2》      |
| 2      | 《鳴潮》                    |
| 2      | 《絕區零》                  |

| 提名數 | 發行商              |
| ------ | ------------------- |
| 15     | 索尼互動娛樂        |
| 11     | 史克威爾艾尼克斯    |
| 9      | 世嘉                |
| 8      | 萬代南夢宮遊戲      |
| 6      | 任天堂              |
| 5      | Devolver Digital    |
| 5      | 遊戲科學            |
| 5      | 科樂美              |
| 5      | Playstack           |
| 5      | 育碧                |
| 5      | Xbox游戏工作室      |
| 4      | 動視                |
| 4      | 卡普空              |
| 4      | 艺电                |
| 3      | 2K Games            |
| 3      | 米哈遊              |
| 2      | 11 bit studios      |
| 2      | Bigmode             |
| 2      | 暴雪娛樂            |
| 2      | Epic Games          |
| 2      | Focus Entertainment |
| 2      | Hooded Horse        |
| 2      | 庫洛遊戲            |
| 2      | Oculus Studios      |
| 2      | 拳頭遊戲            |
| 2      | Valve               |

#### 多項獲獎
《宇宙機器人》在頒獎典禮中斬獲四項大獎，其發行商索尼互動娛樂共獲六項獎項，領先全場。《小丑牌》（Playstack）和《暗喻幻想：ReFantazio》（世嘉）則各贏得三項獎項。本屆是索尼第四次在年度遊戲獎中領先群雄。

| 獎項數 | 遊戲                        |
| ------ | --------------------------- |
| 4      | 《宇宙機器人》              |
| 3      | 《小丑牌》                  |
| 3      | 《暗喻幻想：ReFantazio》    |
| 2      | 《黑神话：悟空》            |
| 2      | 《绝地潜兵2》               |
| 2      | 《地獄之刃2：賽奴雅的傳奇》 |

| 獎項數 | 發行商         |
| ------ | -------------- |
| 6      | 索尼互動娛樂   |
| 3      | Playstack      |
| 3      | 世嘉           |
| 2      | 遊戲科學       |
| 2      | Xbox游戏工作室 |

## 嘉賓與表演者

### 嘉賓
以下人士依照出場順序頒發獎項或介紹預告片，其他獎項則由吉斯利或古德曼（Goodman）頒發。史塔特勒和沃爾多夫在整場典禮中也進行了多次喜劇小品表演。吉斯利與其團隊在邀請名人嘉賓時密切關注正在進行的SAG-AFTRA電玩罷工，並允許嘉賓選擇參與典禮的方式。同時，SAG-AFTRA和南加州遊戲工作者組織在孔雀劇院外發放傳單，表達訴求。
| 名字                                 | 橋段                                                                  |
| ------------------------------------ | --------------------------------------------------------------------- |
| 特羅伊·貝克                          | 頒發最佳演出獎                                                        |
| 哈里森·福特                          | 頒發最佳演出獎                                                        |
| 托德·霍华德                          | 頒發最佳演出獎                                                        |
| 阿布巴卡爾·薩利姆                    | 頒發最佳動作遊戲獎                                                    |
| 约瑟夫·法尔斯                        | 展示《幻裂奇境》的預告片                                              |
| 蘭迪·皮徹福德                        | 展示《無主之地4》的首支預告片                                         |
| 小島秀夫                             | 頒發最佳遊戲指導獎                                                    |
| 克雷格·李·托馬斯（Craig Lee Thomas） | 展示《绝地潜兵2：暴政預兆》（Helldivers 2: Omens of Tyranny）的預告片 |
| 麗貝卡·福特（Rebecca Ford）          | 展示《戰甲神兵：1999》的最終預告片                                    |
| 西莉亞·席林（Celia Schilling）       | 頒發新晉獨立遊戲開發獎                                                |
| 西恩·貝拉斯科（Sean Velasco）        | 頒發新晉獨立遊戲開發獎                                                |
| 柯戴爾·布羅德斯（Cordell Broadus）   | 頒發最佳持續經營遊戲獎                                                |
| 史努比狗狗                           | 頒發最佳持續經營遊戲獎                                                |
| 伊莎貝拉·莫娜                        | 頒發最佳改編獎                                                        |
| 夏農·伍德沃德                        | 頒發最佳改編獎                                                        |
| 哈立德                               | 頒發最佳原聲/音樂配樂獎                                               |
| 蘿拉·貝莉                            | 展示《Dispatch》的預告片                                              |
| 亞倫·保羅                            | 展示《Dispatch》的預告片                                              |
| 薩姆·萊克                            | 頒發最佳敘事獎                                                        |
| 斯文·溫克                            | 頒發年度遊戲獎                                                        |

### 表演者
典禮現場的交響樂團由羅恩·巴夫指揮演出，其中包括被稱為「長笛哥（Flute Guy）」的佩德羅·尤斯塔賀。巴夫在一整年內持續關注新遊戲的發行，以確保在提名名單公布時能熟悉這些遊戲的音樂。他與大衛·坎貝爾合作編排了《奧術》第二季歌曲的表演。此外，史努比狗狗在典禮上發表了一首新歌。
以下是本次頒獎典禮的表演者：
| 表演者              | 歌曲                            | 作品                      |
| ------------------- | ------------------------------- | ------------------------- |
| 遊戲大獎交響樂團    | 〈活得光榮〉（Live Gloriously） | 《文明帝國VII》           |
| d4vd                | 〈記得我〉（Remember Me）       | 《奧術》                  |
| Royal & the Serpent | 〈荒地〉（Wasteland）           | 《奧術》                  |
| 二十一名飞行员      | 〈線路〉（The Line）            | 《奧術》                  |
| 史努比狗狗          | 〈謝謝你〉（Thank You）         | 不適用                    |
| 史努比狗狗          | 〈琴酒和果汁〉                  | 不適用                    |
| 遊戲大獎交響樂團    | 〈太陽花〉（Sunflower）         | 《大神》續作              |
| 遊戲大獎交響樂團    | 年度遊戲組曲                    | 《宇宙機器人》            |
| 遊戲大獎交響樂團    | 年度遊戲組曲                    | 《小丑牌》                |
| 遊戲大獎交響樂團    | 年度遊戲組曲                    | 《黑神話：悟空》          |
| 遊戲大獎交響樂團    | 年度遊戲組曲                    | 《艾爾登法環 黃金樹幽影》 |
| 遊戲大獎交響樂團    | 年度遊戲組曲                    | 《最終幻想VII 重生》      |
| 遊戲大獎交響樂團    | 年度遊戲組曲                    | 《暗喻幻想：ReFantazio》  |

## 迴響

### 提名
多款遊戲在獲得提名後銷量顯著提升，其中《最終幻想VII 重生》增長了268%、《暗喻幻想：ReFantazio》增長了172%，而《小丑牌》在手機平台迎來了其第二高的週盈利，Steam上的同時在線玩家數量也增加了 100%。《小丑牌》的提名因其類型而讓評論家感到驚喜，儘管一些人認為其他獨立遊戲在專屬類別之外未能得到更多關注。《TheGamer》的史黛西·亨利（Stacey Henley）讚揚「最具影響力遊戲」這一獎項今年「終於成為了頒獎典禮的一部分」，因為與往年不同的是，其中一些提名遊戲同時也出現在其他類別中。然而，《衛報》的凱莎·麥唐諾（Keza MacDonald）認為該獎項的提名不一致，標準也令人困惑。有些人認為「玩家之聲」的五個提名中有三個是抽卡遊戲，這正好說明了為什麼不應該設置更多由觀眾投票的獎項類別。
今年也因未設立「未來之星」獎項引發批評。《TheGamer》的泰莎·考爾（Tessa Kaur）稱其為「業界的損失」，而《Digital Trends》的 喬瓦尼·科蘭托尼奧（Giovanni Colantonio）認為這表明吉斯利為避免爭議並安撫觀眾而作出了妥協，尤其是在2023年頒獎典禮前由「未來之星」成員聯名發表公開信之後。一些評論家對《寂静岭2》重制版的「最佳敘事」提名感到困惑，因為它是2001年遊戲的重製版。《龙腾世纪：影障守护者》、《EA Sports College Football 25》和《薩爾達傳說 智慧的再現》則被一些評論家和觀眾視為最大遺珠之一。
許多記者和觀眾批評《艾爾登法環 黃金樹幽影》獲得「年度遊戲」提名——這是該獎項首次頒給DLC擴展包——認為它掩蓋了其他遊戲的光芒，儘管有些人認為其高品質和規模使得提名合理。頒獎典禮的網站在提名公佈前更新，澄清了DLC的資格，許多人預測這是為《黃金樹幽影》的爭議提名作準備；一些觀眾錯誤地指責吉斯利為其開後門。也有觀眾認為，這意味著過去一些DLC被忽視了，例如2023年的《電馭叛客2077：自由幻局》和《异度神剑3：嶄新的未来》，並建議應為DLC設立一個新類別更為恰當。然而，《TheGamer》的亨利認為每年發行的DLC數量太少，無法支持這一建議。
一些記者認為《黑神話：悟空》在「年度遊戲」提名中是一個異類，對其成功感到意外；這是該獎項歷史上評分最低的提名遊戲，在Metacritic上的評分為81分。然而，《TheGamer》的考爾認為該遊戲最大的成就是其受歡迎程度，並將其與《Barbie芭比》獲奧斯卡最佳影片提名的情形相比較；《Vice》的德韋恩·詹金斯（Dwayne Jenkins）批評那些根據玩家評論質疑遊戲應得性的記者。他認為此類討論更適合觀眾，而非記者，因為該獎項沒有客觀標準，記者應該作為中立的仲裁者。

### 典禮
《華盛頓郵報》的吉恩·帕克（Gene Park）稱此次的頒獎典禮是「本世紀以來最佳的遊戲大獎」，但認為獎項類別需要更好的策劃。而Engadget的馬特·史密斯（Mat Smith）寫道：「遊戲大獎發揮出色。」VentureBeat的迪恩·塔卡哈希認為吉斯利在經歷去年的批評後「重拾聲譽」，Push Square的薩米·巴克（Sammy Barker）則認為他值得肯定，即使仍有一些問題未解決。《Digital Trends》的科蘭托尼奧（Colantonio）稱其為「該典禮的最佳版本」，雖然他批評重要獎項被擱置至預演節目進行頒發。《滾石》的伊西·范德維爾德（Issy van der Velde）批評電子競技類別的得獎者被快速公佈且無法發表感言。《TheGamer》的考爾則認為典禮仍然過長，廣告過於枯燥，但讚揚了遊戲揭示的驚喜感「多年未見」。
記者們普遍認為獲獎者實至名歸，包括《宇宙機器人》因其精緻且充滿歡樂的玩法而獲得年度遊戲獎；許多人還認為遊戲展示充滿驚喜，是歷年最佳。《衛報》的麥唐諾認為這場秀如同「傳統E3發表會」。觀眾對《Catly》的首發預告片反應負面，許多人質疑它是由AI生成的，但開發商否認了關於AI和區塊鏈技術的指控，並與記者分享了預告片的草稿版本。而音樂表演普遍受到讚揚，《新音乐快递》的蘇爾吉·辛格（Surej Singh）將《奧術》的表演稱為「情感豐富且振奮人心的組曲」。許多評論家對於感言時間的增加表示讚賞，這是針對去年典禮的批評所作的改進。Kotaku的札克·茨維森（Zack Zwiezen）認為史塔特勒和沃爾多夫對吉斯利的嘲諷是亮點，但《TheGamer》的考爾認為他們的出現更像是承認問題，卻未解決問題。
許多人認為「遊戲改變者」獎及阿米爾·薩特瓦特（Amir Satvat）的感人感言是典禮的亮點。《滾石》的范德維爾德認為此獎項顯示吉斯利正認真看待批評，但《TheGamer》的考爾和亨利指出，該獎項與取消「未來之星」獎同一年設立，讓人感覺更像是授予個人以壓制集體聲音。一些「未來之星」成員對該獎項抱持擔心的心情，認為「操控一個人的訊息比操控多年來未來之星成員的訊息更容易」。部分觀眾認為薩特瓦特在騰訊的角色使其成為「騙子」並與裁員問題掛勾。典禮後四天，薩特瓦特表示他收到「無數的仇恨訊息」，包括針對其妻子的反猶太言論。記者讚揚斯文·溫克的演說，他批評那些僅追求「銷售目標」的發行商，而非開發「他們自己想玩的遊戲」。
部分觀眾將溫克的言論解讀為對《黑神話：悟空》的批評，部分原因在於對其言論的中文翻譯不佳；隨後，一些人試圖在Steam上惡意刷低溫克的遊戲《柏德之門3》的評價，以及在Metacritic上刷低《宇宙機器人》的分數。索尼互動娛樂聖塔莫尼卡工作室的阿拉納·皮爾斯稱一位《黑神話：悟空》的開發者因未獲得「年度遊戲」而哭泣，但前IGN中國總編輯 Charles Young 表示，他當時與開發者在場，並無人哭泣。典禮後，該遊戲製作人馮骥表達了對落選的失望以及對評選標準的困惑，並寫道「我特么白来了！」他表示自己兩年前就寫好了獲獎感言。一些外國媒體將馮骥的言論解讀為對遊戲大獎的批評，這部分歸因於機器翻譯對中文自嘲幽默語氣的誤解。

### 收視
據估計，約有1.54億觀眾觀看了這場典禮，創下該活動歷史新高，比去年增長了31%。該數字超越了第五十八届超级碗的3000萬平均觀眾數，還是奧斯卡金像獎的七倍、第66屆葛萊美獎的九倍，以及2024年世界大賽的十倍。前任天堂北美總裁雷吉·菲尔斯-埃米稱該典禮為「我們這個時代最大的全球娛樂事件」，但《TheGamer》的考爾認為這一說法有些誇張，指出FIFA世界盃決賽和奧運會等規模的賽事，以及像超級盃這樣的節目通常是群體觀看而非個人觀看。
根據Streams Charts的數據，典禮同時在線觀眾數峰值超過400萬人次，創下歷史新高，比2023年增長10%。觀眾分佈於1498個頻道，其中官方YouTube直播吸引了125萬人次觀看，Twitch則有39.7萬人次。超過15,900位內容創作者聯合直播了該活動，包括Twitch上的11,000位和YouTube上創紀錄的4,500位。在YouTube上，典禮的峰值達到217萬同時觀看人次（增長28%），其中官方頻道的觀看數突破130萬（增長35%）。在X上，#TheGameAwards話題的使用量增加了150%，超過159萬條推文，共獲得67.9億次曝光。

## 備註
1. ↑  中國大陸玩家是透過Bilibili投票[20]
2. ↑  獎項為經過三輪票選，由三十強進階十強，再進階五強。最終排名為由上至下順序[43]
3. 1 2  某些媒體將索尼互動娛樂的提名數量計為16項，因為其為《天命2》發行商Bungie的母公司[1][16]。
4. 1 2  多家媒體將史克威尔艾尼克斯的提名數量計為12項[1][15][16]，這是根據遊戲大獎的官方資料統計的[44]。
5. ↑  有些媒體將Xbox游戏工作室的提名數量計為12項，因為它與動視、贝塞斯达游戏工作室和暴雪娛樂為姊妹公司[1][16]。
6. 1 2  由羅恩·巴夫（英语：Lorne Balfe）指揮[16]
7. ↑  史努比狗狗的表演緊接著他在《堡垒之夜》中的亮相，歌曲出自的專輯《傳教士（英语：Missionary (album)）》於隔日發布[40][49]

## 外部連結
- 官方网站